# Kae Nišinaová
Kae Nišinaová (japonsky 仁科 賀恵, * 7. prosince 1972) je bývalá japonská fotbalistka.

## Reprezentační kariéra
Za japonskou reprezentaci v letech 1995 až 2000 odehrála 46 reprezentačních utkání. Byla členkou japonské reprezentace i na Mistrovství světa ve fotbale žen 1995, 1999 a Letních olympijských hrách 1996.

## Statistiky
| Japonsko | Japonsko | Japonsko |
| Roky     | Záp.     | Góly     |
| -------- | -------- | -------- |
| 1995     | 9        | 0        |
| 1996     | 10       | 0        |
| 1997     | 7        | 1        |
| 1998     | 10       | 0        |
| 1999     | 6        | 0        |
| 2000     | 4        | 1        |
| Celkem   | 46       | 2        |

## Úspěchy

### Reprezentační
- Mistrovství Asie:  1995;  1997